# Drowey Gönpo
Drowey Gönpo (1508-1548) was een onderkoning uit de Phagmodru-dynastie, wat de heersende dynastie in Tibet was van 1354 tot 1435, en een zekere politieke status behield tot aan het begin van de 17e eeuw. Hij regeerde over het gebied Gongri Karpo ten westen van Nedong waar zich het hof van de Phagmodru-dynastie bevond.

## Familie
Drowey Gönpo was een zoon van koning Ngawang Tashi Dragpa, de laatste belangrijke leider uit de dynastie. Zijn moeder was diens eerste vrouw en was afkomstig uit de Rinpung-dynastie, de dominante dynastie van de provincie Tsang in die tijd.
Hij trouwde met een vrouw uit Chontse. Ze kregen een zoon Ngawang Dragpa Gyaltsen, die Ngawang Tashi Dragpa opvolgde.

## Regering en familietwisten
Drowey Gönpo kreeg de regering over Gongri Karpo op een moment dat zijn neef (oomzegger) Dönyö Dorje de regio Tsang en delen van U beheerste. Net als zijn vader ontving hij de titel gongma dat de hoge persoon of superieur betekent.
Het vertrek van een deel van de Phagmodrupa-familie naar Gongri Karpo veroorzaakte een interne strijd binnen de dynastie in de jaren volgend op de dood van koning Ngawang Tashi Dragpa.
In 1563 streefde zijn zoon Ngawang Dragpa Gyaltsen naar de macht van de zwakke oude monarch af te pakken. Na diens overlijden, ijverden de beide familietakken om de macht en vroegen om de bemiddeling van Sönam Gyatso. Sönam Gyatso was de geluggeestelijke die later, rond 1578, door de Mongoolse Altan Khan van de Tümedstam werd uitgeroepen tot de derde dalai lama.
Hij erkende Ngawang Dragpa Gyaltsen als opvolger, maar de macht van de Phagmodrupa stond vanaf nu op de achtergrond. Tot vroeg in de 17e eeuw werden er weliswaar nog gongmas benoemd, maar de strijd om de macht zou voortaan gaan tussen de patronen van de gelugsekte en de karma kagyusekte, respectievelijk de dalai lama en de karmapa.
Na de dood van Drowey Gönpo werd er een stoepa opgezet en versierd met juwelen in Gongri Karpo, als begraafplaats voor zijn overblijfselen.